# Liste der Naturdenkmale in Klosterkumbd
Die Liste der Naturdenkmale in Klosterkumbd nennt die im Gemeindegebiet von Klosterkumbd ausgewiesenen Naturdenkmale (Stand 13. Mai 2024).

## Naturdenkmale
| Nr.         | Bezeichnung                    | Lage                                                   | Beschreibung           | Bild                                    |
| ----------- | ------------------------------ | ------------------------------------------------------ | ---------------------- | --------------------------------------- |
| ND-7140-069 | Fünf Weißtannen im Klosterwald | nordwestlich des Ortes; Abteilung Gebranntenbüsch Lage | Abies alba, fünf Bäume | Direkt Bild zu diesem Denkmal hochladen |